# Cybuliv
Cybuliv (in ucraino Цибулів?) è un insediamento di tipo rurale (селище сільського типу) dell'Ucraina, situato nell'oblast' di Čerkasy.